# Добромисль (Нижньосілезьке воєводство)
Добромисль (пол. Dobromyśl, нім. Kindelsdorf) — село в Польщі, у гміні Каменна Ґура Каменноґурського повіту Нижньосілезького воєводства.
Населення — 74 особи (2011).
У 1975-1998 роках село належало до Єленьоґурського воєводства.

## Демографія
Демографічна структура станом на 31 березня 2011 року:
|          | Загалом | Допрацездатний вік | Працездатний вік | Постпрацездатний вік |
| -------- | ------- | ------------------ | ---------------- | -------------------- |
| Чоловіки | 42      | 7                  | 32               | 3                    |
| Жінки    | 32      | 3                  | 21               | 8                    |
| Разом    | 74      | 10                 | 53               | 11                   |